# Monti Playfair
I monti Playfair sono un gruppo montuoso situato nella Terra di Palmer, in Antartide. Esteso davanti alla costa di Lassiter per poco meno di 50 km in direzione est-ovest e per circa 40 km in direzione nord-sud e di forma triangolare, questo gruppo montuoso è delimitato a nord-est dal ghiacciaio Swann, che lo divide dai monti Werner, e in particolare dalla cresta Rivera, e a sud-est dal ghiacciaio Squires, che lo divide dai monti Hutton e che assieme allo Swann confluisce nei ghiacci che ricoprono l'insenatura di Wright proprio di fronte all'estremità orientale del gruppo, mentre la sua vetta più alta è quella del monte Kane, che raggiunge i 1433 m s.l.m..

## Storia
I monti Playfair sono stati scoperti e fotografati per la prima volta durante una ricognizione svolta nel corso della spedizione del Programma Antartico degli Stati Uniti d'America condotta nel 1939-41 al comando di Richard Evelyn Byrd. Fotografata e mappata più dettagliatamente dai membri dello United States Geological Survey grazie a fotografie aeree scattate dalla marina militare statunitense durante ricognizioni effettuate tra il 1965 e il 1967, la formazione è stata poi così battezzata dal comitato consultivo dei nomi antartici in onore del geologo e matematico scozzese John Playfair.